# 维塔利·格里戈里耶维奇·赫洛平
维塔利·格里戈里耶维奇·赫洛平（俄语：Вита́лий Григо́рьевич Хло́пин，1890年1月14日（26日）—1950年7月10日），苏联放射化学家，1939年当选苏联科学院院士，1939-1950年任苏联科学院镭研究所所长，是苏联放射化学和镭工业的奠基人。1949年获社会主义劳动英雄称号。

## 生平
1911年毕业于德国格丁根大学；1912年又毕业于俄国圣彼得堡大学。1915～1921年在俄罗斯科学院放射学实验室（1922年起，改名为苏联科学院镭研究所）工作。1918年负责组织俄罗斯第一个镭生产厂。1924年起，在列宁格勒大学兼职，1934～1937年为教授，开设了苏联第一门放射性元素和放射性的课程。
在放射化学方面发现了微量组分在固液相之间的分配定律（后称赫洛平定律）；提出借助于研究同晶条件来测定不稳定化合物组成的方法；研究放射性元素在地壳中的迁移条件，拟订了测定矿石绝对年龄的方法。是苏联放射化学学派的创立人。先后获得三次苏联国家奖和两枚列宁勋章。是苏联原子弹计划的元勋之一。苏联1957年出版了《赫洛平选集》，共两卷。